# 혜박
혜박(본명: 박혜림, 1985년 1월 17일 ~ ) 또는 혜박(영어: Hye Park)은 한국계 미국인 모델이다. 현재 Trump Model Management(뉴욕), Take 2 Models(런던), Why Not Models(밀란), Viva Model Management(파리), YG케이플러스(서울)에 소속되어 있다.

## 경력
혜박은 13세에 가족과 함께 미국으로 이민 후, 2004년 유타 주립 대학교 생물학과에 다니던 중 길거리 캐스팅 되어 모델 일을 하기 위해 학업을 중단했다.
혜박은 2005년 F/W 시즌에 런웨이 데뷔를 했다. 2005년 초에 세계적인 사진작가 스티븐 마이젤이 찍은 Italian Vogue로 인해 모델로서의 성공을 거뒀다. 그 이후 뉴욕에서 마크 제이컵스, 애나 수이와 같은 세계적인 디자이너의 런웨이 쇼에 섰다. 그렇지만 그녀의 가장 큰 성공은 미우치아 프라다와 러셀 마시가 그녀를 Milan Fashion Week 의 프라다와 미우미우 패션쇼에 모델로서 캐스팅 했을 때이다. 그녀는 나오미 캠벨이 1997년 런웨이에 선 이후 최초의 유색인종이며, 프라다 패션쇼에 선 두 번째 동양인이다. 프라다 패션쇼는 신인모델들에게 가장 영향력 있는 패션쇼 중의 하나로, 이러한 프라다/미우미우의 선택은 파리에서의 성공을 가져왔다. (Balenciaga, Chloe, Lanvin, Rochas) 이후 크리스티앙 디오르, 샤넬, 루이 비통, 맥스 아즈리아, 알렉산더 매퀸, 그리고 버버리와 같은 패션쇼 런웨이에 섰으며, 스티븐 마이젤, 마리오 테스티노, 스티븐 클라인, 애니 리버비츠, 파트리크 드마르셸리에, 아서 엘고트, 크레이크 맥딘, 데이비드 심스, 마리오 소렌티, 엘렌 폰운베르트(Ellen von Unwerth), 미카엘 얀센(Mikael Jannsen), 그레그 케이들(Greg Kadel), 로리 바틀리(Laurie Bartley), 너새니얼 골드버그(Nathaniel Goldberg), 테리 치올리스(Terry Tsiolis) 외 다수의 유명 포토그래퍼들과 함께 작업했다. 또한, Italian Vogue (그 외 미국, 프랑스, 이탈리아, 중국, 그리고 한국 버전), Flair, Numero, Allure, 뉴욕 타임스, Pop, Harper’s Bazaar 외 다수의 매거진 화보 촬영을 했으며, 로베르토 카발리, 돌체 앤 가바나, D&G, H&M, M.A.C. Cosmetics, GAP, Le Printemps, 마크 제이콥스, 체사레 파치오티, Tiffany & Co, MaxMara, Saks Fifth Ave 등의 글로벌 광고를 찍었다. 그리고 그녀는 한국 브랜드 H&T (Hangten)과 케라시스의 모델로 활동하기도 했다. 그녀는 소수의 동양인 모델을 대표하는 인물로서 데뷔 해인 2005년에 보그의 'Top 10 Models'로 선정되었으며, 2008년 모델스닷컴의 영향력 있는 모델 16위에 선정된 후 꾸준히 50위권에 올라 있다. 그녀는 2008년 6월에 3년 사귄 남자친구와 결혼했다. 2012년 4월 서울패션위크에서 지춘희, 스티브J&요니P의 무대로 한국 활동을 시작했으며, 현재 국내외를 오가며 활발히 활동 중이다.